# Hanami
Hanami (花見, literalment 'contemplació de flors') és el costum tradicional japonès de gaudir de la bellesa de les flors, sobretot les de cirerer (sakura, 桜, o bé 櫻). La pràctica de l'hanami té més d'un miler d'anys d'antiguitat, i encara és molt popular al Japó avui en dia. Té lloc a la primavera, oposant-se al costum del Momijigari (紅葉狩り), que se celebra a la tardor. La floració només dura una o dues setmanes, normalment del març a l'abril, i està seguida pels mitjans de comunicació de massa i és esperada per gran part dels japonesos. La màxima floració (満開, mankai) sol arribar una setmana després de l'obertura de les primeres flors (開花, kaika). Una setmana després, la floració extrema s'acaba i les flors van caient dels arbres.

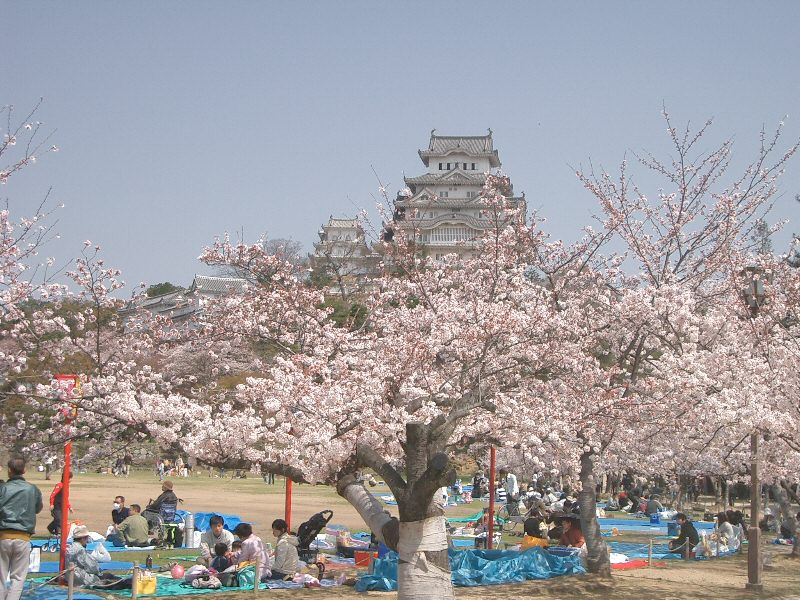
Celebracions de l'Hanami al castell Himeji

També existeix al Japó una forma més antiga d'Hanami, que consisteix a gaudir de les flors de prunera (梅, ume) en comptes de les de sakura (cirerer). Aquest tipus d'Hanami és força popular entre la gent gran, perquè és més tranquil que les festes de les sakures, que solen involucrar gent jove i poden ser massificades i sorolloses.
És important mencionar que els japonesos anomenen aquest esdeveniment no sols Hanami, sinó també Ohanami (お花見), afegint una «o» al principi, que literalment significa 'observar les flors efímeres'.